# Segura de Toro
Segura de Toro es un municipio español de la provincia de Cáceres, en la comunidad autónoma de Extremadura. Se cree que es de origen vetón, por los restos encontrados, entre los que sobresale el toro tallado en granito, escultura vetona del siglo VI a. C. que preside su plaza Mayor, un monumento histórico que identifica y da apellido a la población.

## Geografía física

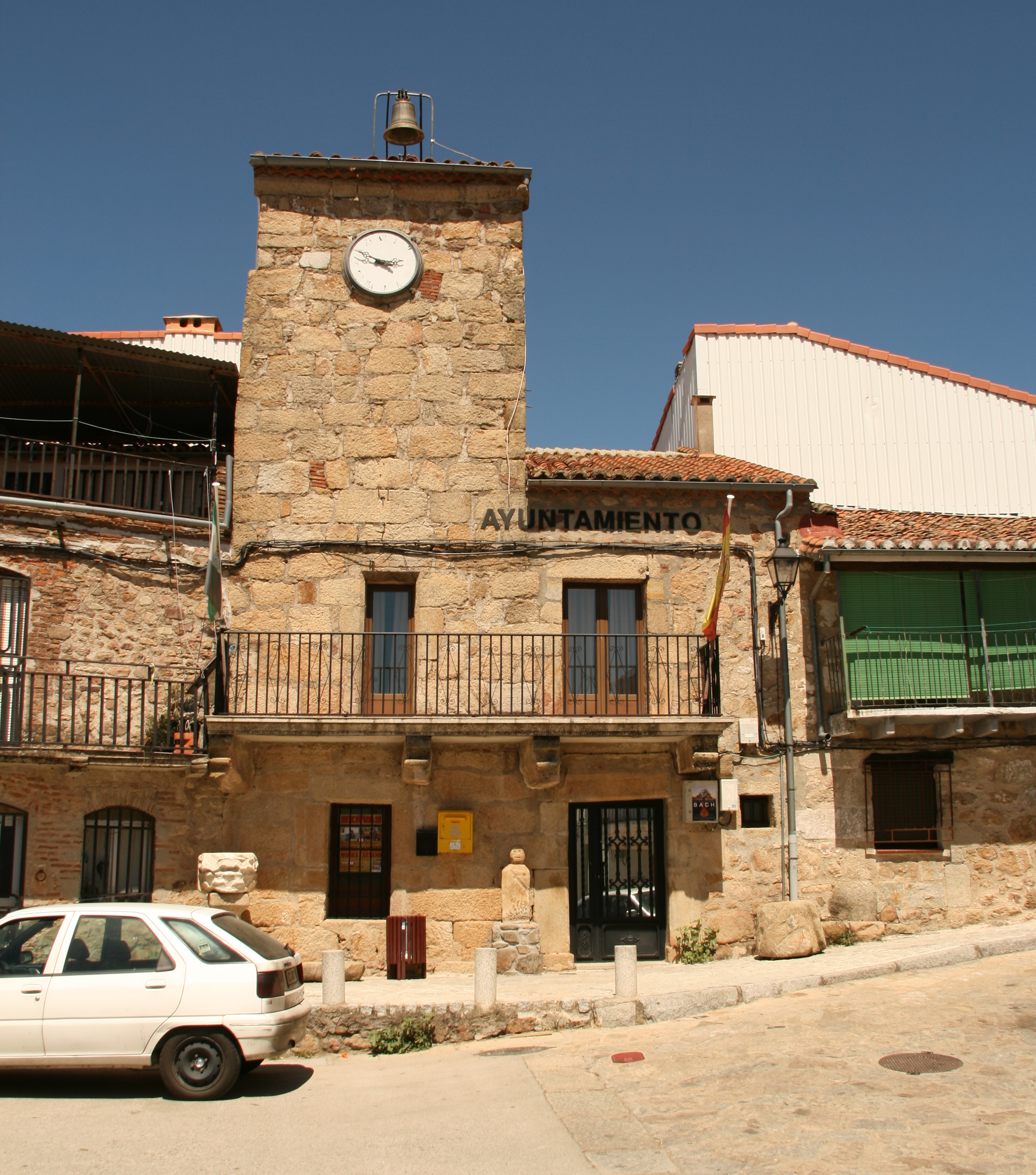
Casa consistorial del municipio.

Segura de Toro está situada en la ladera de los Montes de Tras la Sierra. Su relieve es montañoso con oscilaciones que van desde los 420 hasta los 1820 m en el pico del "El Camocho".
Cuenta con varios arroyos, de los que Garganta Ancha es el principal, y alberga una piscina natural. Su clima es típicamente mediterráneo, con mínimas de -4 °C en invierno, máximas de 40 °C en verano y una precipitación media anual de 986,4 mm.

## Naturaleza
La formación geológica es principalmente granítica y se rodea de castaños y robledales, junto a otras especies que componen el matorral como brezo, piorno, aulaga, etc.
Son árboles singulares los castaños del Temblar con la categoría de Árboles singulares de Extremadura.

## Historia
El nombre de Segura puede provenir del étimo latino secura, terreno seguro, escarpado. Existen restos romanos en la localidad y el nombre puede proceder también, según Nieto Ballester, del cognomen romano secura, como villa de Securus. Existen varias localidades en España con el mismo nombre: Segura de León en Badajoz, Segura en Guipúzcoa, Segura de la Sierra en Jaén, Segura en Tarragona, Segura de los Baños en Teruel, Segur en Tarragona y en Barcelona, Segurilla en Toledo. También existe una pequeña localidad con el mismo nombre en Portugal, muy cerca de la frontera de Piedras Albas.
En el municipio se han encontrado tres importantes restos vetones, el toro de Segura de Toro que está en el centro de la plaza, un verraco y un guerrero que están en el museo provincial en Cáceres. Recientemente se han tallado réplicas del verraco y del guerrero que están en la plaza del pueblo. En el Picute existió un poblado Vetón que está por estudiar. Se distinguen los restos de dos murallas que lo protegían y los restos de una de sus viviendas.
Del paso de antiguos pueblos por la zona, entre los que se distinguen los vetones y los romanos. Entre estos ejemplos podemos destacar el hallazgo de algunas pilas o lagares, piedras graníticas horadadas en su cara superior, utilizadas para la obtención de aceite y mosto.
Los lagares encontrados, quince hasta el momento, tienen un carácter algo rústico pero confirman la presencia humana durante el periodo comprendido desde el Imperio romano hasta el siglo XIII aproximadamente. Observando el gran tamaño de estos lagares se podría suponer que la cantidad cosechada y elaborada de este tipo de productos era considerable y, por tanto, la agricultura de esta época estaría bastante desarrollada.
No existen restos de época visigoda ni de la musulmana, tampoco se tienen noticias de testimonios escritos, aunque es probable que hayan existido pobladores de forma continua desde la prehistoria hasta la actualidad.
El rey de Castilla, Alfonso VIII, en 1186 fundó Plasencia y repobló Segura, que en ese momento dependían del obispado de Ávila, posteriormente el rey creó un nuevo obispado con la sede en Plasencia, pasando la localidad a depender del nuevo obispado de Plasencia. El castillo es una antigua construcción fortificada del Reino de Castilla levantada con el objetivo de vigilar su frontera sur. En el siglo XIII, tras la Reconquista, la plaza fue cedida a la Orden del Temple con la finalidad estratégica de poder controlar la que entonces era la ruta principal para la circulación de personas y mercancías de norte a sur de la península a través de la Vía de la Plata.
Dentro de la iglesia existen dos lápidas con caracteres góticos que pertenecieron a los Carvajales y los Zúñigas
Existe una leyenda sobre el lugar.
Este castillo, levantado en piedra y mampostería, tenía planta cuadrangular, rematado cada uno de sus ángulos con torres cilíndricas. Hoy día sólo se conservan dos torres cilíndricas, una cuadrada y dos lienzos de las murallas. Junto a la torre cuadrada se encuentran los restos de la puerta de entrada a la fortaleza, probablemente al otro lado existiría otra torre de planta cuadrada, para defender mejor la entrada.
Según los escritos encontrados, este castillo perteneció a los Caballeros de Montegaudo, con su maestre el conde de Sarriá, congregación absorbida por el Temple en 1196. Cuando esta orden fue suprimida, Don Domingo, obispo de Plasencia, recibió los términos de Hervás y Segura, ocupando el castillo de este último con sus mesnadas. A su muerte, su testamento rezaba que el lugar y el castillo fuesen a parar al concejo de Plasencia. Posteriormente su tenencia fue dada por los Reyes Católicos a Pedro de Carvajal. Fue declarado Bien de Interés Cultural y se puede visitar libremente.
Hasta la reforma de la nomenclatura municipal de 1916 el municipio se llamaba simplemente Segura. En dicha fecha su nombre fue modificado por el de Segura de Toro.

## Demografía
Segura de Toro cuenta con una población de 180 habitantes (INE 2024).
| Gráfica de evolución demográfica de Segura de Toro entre 1842 y 2021 |
| |
| Población de derecho según los censos de población del INE Población de hecho según los censos de población del INEEn estos censos se denominaba Segura: 1842, 1857, 1860, 1877, 1887, 1897, 1900 y 1910. |

## Patrimonio

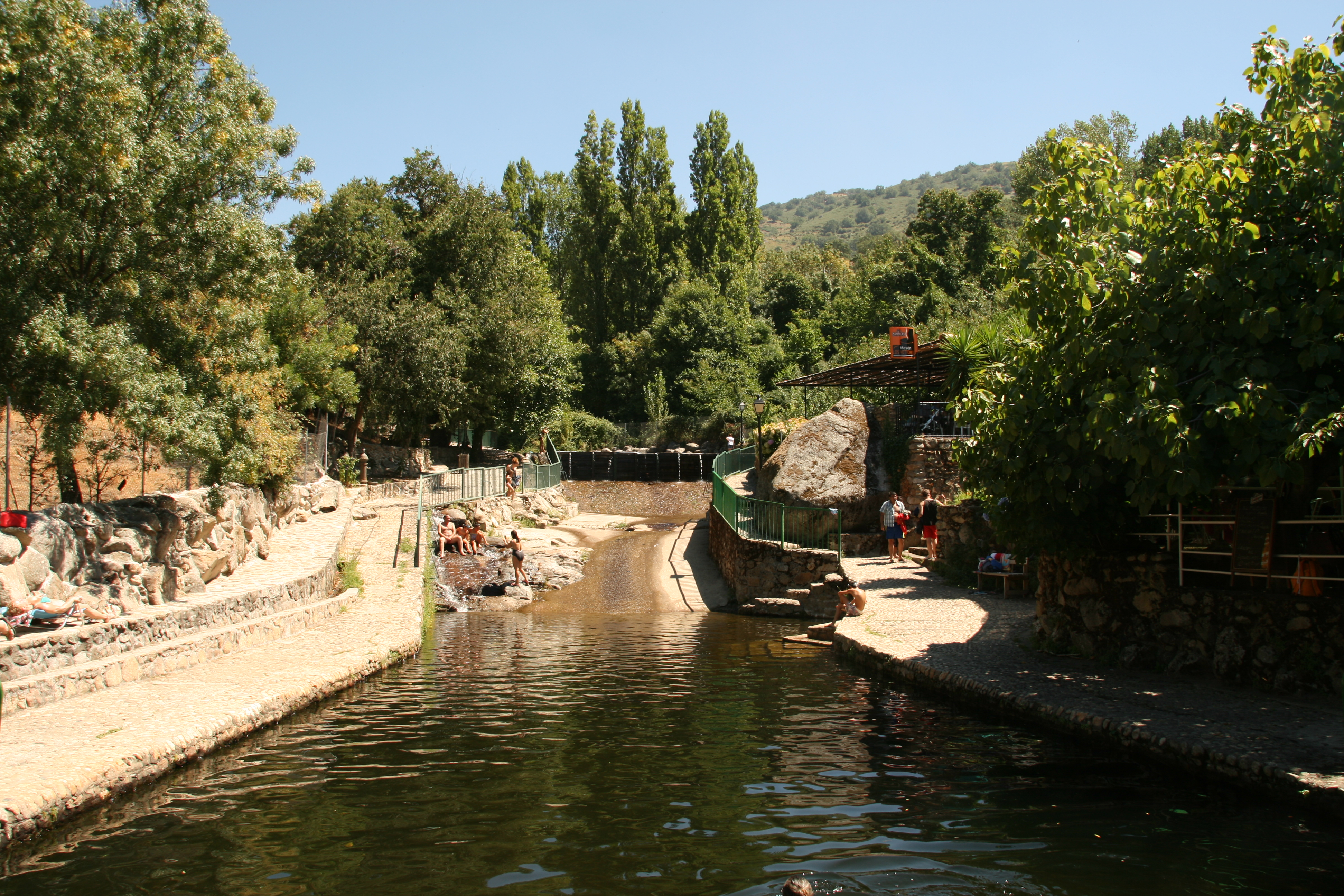
Piscinas naturales de Segura de Toro

En el municipio se encuentran los siguientes monumentos y lugares de interés:
- Toro de Segura de Toro
- Menhir
- Restos del Castillo de Segura de Toro
- Plaza Mayor
- Torre-Campanario
- Iglesia de San Juan Bautista
- Restos de un poblado vetón en el Picute
- Lagares excavados en roca.
- Miradores
- Castaños del Temblar
- Canchal de la Cueva
- El Camocho, el lugar de mayor altitud del término municipal
- Piscinas naturales
- Cascadas en la garganta Grande.

En el museo provincial en Cáceres se encuentra expuesto el siguiente patrimonio procedente de Segura de Toro:
- Guerrero celta[7]
- Verraco
- Miliario. Este se trasladaría desde el camino romano hasta la localidad, en donde estuvo como poyo para sentarse durante muchos años en la puerta de Vito y Luisa.

## Festividades
Las fiestas patronales de San Juan Bautista se celebran el 24 de junio (Natividad de San Juan Bautista) y del 22 al 24 de agosto (Martirio de San Juan Bautista). Estas últimas, hasta los años 70 del siglo pasado, se celebraban del 29 al 31 de agosto, se adelantaron una semana para que los emigrantes pudieran estar, ya que a finales de mes tenían que regresar a sus lugares de emigración y se las perdían.
También eran muy celebradas las fiestas de San Sebastián y Los Mártires.